# Zapor Izoljacija
Prostori nekdanje tovarne in kasneje umetniškega centra Izoljacija (ukrajinsko Ізоляція, latinizirano: Izoljacija) v okupiranem ukrajinskem mestu Doneck se uporabljajo kot zapor in mučilnica. Zapor je nastal po tem, ko je samooklicana proruska Donecka ljudska republika (DLR) zasedla prostore umetniške fundacije Izoljacija in ga spremenili v zaprto lokacijo Ministrstva za državno varnost DLR. Izoljacija deluje tudi kot center za usposabljanje borcev DPR in skladišče za avtomobile, vojaško tehniko ter orožje. Zapor je tajen, zaporniki so brez ustreznih preiskav in postopkov obsodeni na nezakonitih sodiščih DLR. Znani so številni primeri zapornikov v Izoljaciji, ki so šele po mučenju dali priznanje.

## Zgodovina
Stavba je bila zgrajena leta 1955 kot tovarna za izdelavo kamene volne ter različnih izolacijskih produktov iz nje. Tovarno je bila zaprta leta 1990. Od leta 2010 do 2014 je stavbo uporabljala umetniška fundacija Izoljacija. Organizacija je ime prevzela iz imena stavbe, ki izhaja iz glavnega proizvoda tovarne - izolacije.

### Zaseg stavb Izoljacija
9. junija 2014 so oboroženi borci DLR vdrli na lokacijo fundacije Izoljacija. Pri tem je sodeloval Roman Ljagin, ruski vodja »samooklicane centralne volilne komisije« DLR in trdil, da so prostore potrebovali za shranjevanje humanitarne pomoči, ki naj bi prihajala iz Rusije. Leonid Baranov, takrat minister za državno varnost DPR, je izjavil, da je bilo mesto fundacije Izoljacija zaseženo iz ideoloških razlogov: menili so, da vrednote fundacije škodijo DLR. Ustanoviteljica fundacije je trdila, da je k zasegu pripomogla velikost stavbe (7,5 ha).
V stavbi se je junija 2014 naselil bataljon Vostok, ki je povezan z rusko obveščevalno službo. V stavbo so takrat tudi namestili vojne ujetnike ter civilne talce.

## Pogoji v zaporu
Po pričevanju nekdanjih zapornikov so pisarne in kleti nekdanje tovarne preuredili v zaporne celice s petlitrskimi pločevinkami za stranišča. Nekaj upravnih zgradb je osebje zapora uporabljalo kot mučilnice.
Nekdanji zaporniki so dejali, da zgradbe Izoljacije niso primerno opremljene za zapor in da razmere v njej bolj spominjajo na koncentracijska taborišča.
Od leta 2014 do 2016 je bilo v kletnih celicah naenkrat največ 100 zapornikov. V zaporu ni bilo stranišč in ležišč. Leta 2017 v celicah nad kletmi še vedno ni bilo stranišč, zapornike so dvakrat dnevno vodili v ločeno stavbo, kjer so lahko uporabili stranišča. Uporaba stranišča je bila privilegij, ki so ga pazniki z namenom kaznovanja lahko odvzeli.
Po poročilu Urada visokega komisarja ZN za človekove pravice za obdobje so od 16. novembra 2019 do 15. februarja 2020 bili zaporniki v Izoljaciji podvrženi mučenju. Mučili so jih z električnimi šoki, lažnimi usmrtitvami in spolnim nasiljem. V skladu s poročilom so predstavniki ministrstva za državno varnost DLR tam opravili zaslišanja. Novinar Stanislav Asejev, ki je bil tam zaprt od leta 2017 do 2019, je izjavil, da bi dejanja, ki so bila tam izvršena, morali šteti za vojne zločine. Opisal je mučenje, ki je privedlo do poskusov samomora več zapornikov.
Med rusko invazijo na Ukrajino leta 2022 je ukrajinski zunanji minister Dmitro Kuleba dejal, da zapor »še naprej deluje kot dobesedno koncentracijsko taborišče v Evropi 21. stoletja«.

## Pomembni zaporniki
Leta 2014 je bilo v Izoljaciji več kot 100 zapornikov. Tam so bili zaprti Dmitri Potekin, Valentina Bučok, Galina Gaeva, in Stanislav Asejev.

## Primer Romana Ljagina
Junija 2019 so Ljagina aretirali predstavniki ukrajinske varnostne službe. Ljagin je bil obtožen sodelovanja v teroristični organizaciji, kršitve ozemeljske celovitosti Ukrajine in izdaje zaradi njegove vloge pri organizaciji referenduma o statusu DLR. Ljagin je bil tudi vpleten v zasedbo lokacije fundacije Izoljacija. Predstavniki fundacije in nekdanji zaporniki vztrajajo, da je Ljagin osebno odgovoren za zapor, vendar sodišče Ševčenkovski v Kijevu ni priznalo fundacije ali nekdanjih zapornikov kot oškodovancev v primeru Ljagin.

## Propaganda
V Izoljaciji so nastale lažne fotografije in videoposnetki, ki prikazujejo borce Islamske države poleg vojakov ukrajinskega bataljona Azov. Preiskava novinarjev BBC s pomočjo Wikimapie, je razkrila, da so bili posnetki posneti v Izoljaciji in jih ovrgla kot lažne.